# Android Developer Challenge
Android Developer Challenge (ADC) là một cuộc thi được tổ chức bởi Google vào năm 2008, với mục đích trao giải thưởng cho các ứng dụng di động chất lượng cao được xây dựng trên nền tảng Android. Vào tháng 11 năm 2009, những người thắng cuộc của Android Developers Challenge II đã được chọn ra sau hai vòng chấm điểm bởi hàng ngàn người dùng Android cũng như ban giám khảo chính thức của cuộc thi. Những người thắng cuộc của ADC II là SweetDreams Lưu trữ ngày 20 tháng 10 năm 2011 tại Wayback Machine, What the Doodle!? và WaveSecure.

## Lịch sử
Android là một nền tảng cho các thiết bị di động bao gồm hệ điều hành, middleware và các ứng dụng chủ chốt. Bộ Android SDK cung cấp các công cụ và API cần thiết để bắt đầu phát triển các ứng dụng chạy trên các thiết bị Android. Android Developer Challenge là một cuộc thi cho các ứng dụng sáng tạo nhất trên Android. Google trao giải thưởng có tổng giá trị 10 triệu USD trong các kỳ ADC I và ADC II.
Tất cả các sản phẩm dự thi đều được xem xét bởi ban giám khảo, bao gồm các chuyên gia trong các lĩnh vực thiết bị di động, viễn thông di động, phát triển phần mềm hay đổi mới công nghệ. Google sẽ chọn ra các giám khảo từ các tổ chức thành viên của Liên minh thiết bị cầm tay mở, Google và các chuyên gia di động.

## Android Developer Challenge I
Android Developer Challenge được công bố lần đầu tiên vào tháng 1, và thời hạn đăng ký tham gia bắt đầu từ ngày 2 tháng 1 tới 14 tháng 4 năm 2008. Với số lượng người tham gia từ hơn 70 nước và tổng cộng 1.788 sản phẩm dự thi, ADC đã nhanh chóng trở thành một cuộc thi thành công, và trang blog của Android Developers đã cho biết cứ mỗi giờ có hơn 170 sản phẩm được gửi về dự thi vào ngày 14 tháng 4.
Các nhà phát triển từ Hoa Kỳ chiếm một phần ba tổng số đơn đăng ký, trong khi số còn lại thuộc về các quốc gia như Đức, Nhật Bản, Trung Quốc, Ấn Độ, Canada, Pháp, Vương quốc Anh, v.v. Các sản phẩm dự thi thuộc nhiều thể loại khác nhau, bao gồm trò chơi, ứng dụng mạng xã hội, các công cụ làm việc và công cụ cho nhà phát triển.
Một hội đồng hơn 100 giám khảo được ban tổ chức phát các máy tính xách tay được tải sẵn tất cả các sản phẩm dự thi nhằm có được sự đánh giá công bằng với các bài dự thi. Sau ba tuần phân tích kỹ lưỡng, ban giám khảo đã cho ra danh sách 50 người thắng cuộc vòng đầu tiên và được tham gia vòng chung kết. Tất cả 50 bài dự thi này, được công bố vào ngày 5 tháng 5 năm 2008, mỗi người được nhận một giải thưởng trị giá 25.000 USD để hỗ trợ phát triển trong tương lai. Các thí sinh chung kết được cho hạn chót trước ngày 30 tháng 6 năm 2008 phải gửi sản phẩm dự thi vòng chung kết. Cuộc thi kết thúc với 10 giải trị giá 275.000 USD mỗi giải, và 10 giải trị giá 100.000 USD mỗi giải. Toàn bộ danh sách những người nhận giải 275.000 USD, 100.000 USD, các thí sinh dự chung kết và ban giám khảo có thể xem tại đây.

## Android Developers Challenge II
ADC II được công bố vào ngày 27 tháng 5 năm 2009., kêu gọi các nhà phát triển gửi ứng dụng của họ theo một trong mười hạng mục được ADC II đưa ra vào tháng 8. Danh sách các hạng mục bao gồm: 
- Giáo dục/Sách tham khảo
- Trò chơi: Thông thường/Câu đố
- Trò chơi: Trò chơi điện tử/Hành động
- Mạng xã hội
- Phong cách sống
- Hỗ trợ công việc/Công cụ
- Truyền thông
- Giải trí
- Du lịch
- Khác

Những người đăng ký dự thi được phép gửi ứng dụng của họ cho một hạng mục duy nhất. Những người thắng cuộc được chọn sau hai vòng chấm điểm bởi hàng ngàn người dùng Android cùng với ban giám khảo chính thức.

### Yêu cầu
Cuộc thi ADC II chỉ dành cho các ứng dụng chưa được phát hành công khai qua Android Market trước ngày 1 tháng 8 năm 2009. Ngoài ra, các ứng dụng đã tham gia ADC I không được tiếp tục tham gia ADC II cho dù đã giành giải thưởng hay không. Tương tự, các phiên bản cập nhật của các ứng dụng đã tham gia ADC 1 cũng không được tham gia ADC II.

### Vòng 1, ADC II
Vào tháng 9 năm 2009, người dùng thiết bị chạy Android có thể truy cập Android Market và tải về một ứng dụng đánh giá đặc biệt của ADC II. Với ứng dụng này, họ có thể tải về, thử nghiệm và xếp hạng các ứng dụng tham gia dự thi. Người dùng chọn tham gia vào quá trình đánh giá sẽ tải về ngẫu nhiên các ứng dụng dự thi và đánh giá theo một số tiêu chí, từ đó tính ra tổng điểm cuối cùng cho mỗi ứng dụng. Kết quả từ vòng 1 này đã tạo ra danh sách top 20 ứng dụng ở mỗi 10 hạng mục (với tổng cộng 200 ứng dụng) được vào vòng 2. Vòng 1 của ADC II kết thúc vào ngày 6 tháng 10 năm 2009. Những người thắng cuộc ở vòng 1 được công bố vào ngày 5 tháng 11 năm 2009.

### Vòng 2, ADC II
Quá trình bầu chọn cho vòng 2 được mở cùng ngày và kết thúc vào ngày 25 tháng 11. Người dùng Android có thể tải về các ứng dụng top 20 chung kết ở mỗi hạng mục và đánh giá chúng theo cách tương tự như ở vòng 1 sử dụng ứng dụng đánh giá ADC 2. Ở cuối thời gian bầu chọn, các ứng dụng ở mỗi hạng mục được xếp hạng, với số điểm của cộng đồng người dùng chiếm 40% tổng điểm cuối cùng. Cùng với việc xếp hạng công khai, một nhóm các giám khảo do Google lựa chọn cũng tham gia đánh giá các ứng dụng. Số điểm của họ chiếm 60% tổng điểm cuối cùng.
Google công bố những người thắng cuộc ADC II vào ngày 30 tháng 11, với các ứng dụng SweetDreams, What the Doodle!? và WaveSecure trở thành người thắng chung cuộc của cuộc thi. Hơn nữa, các giải nhất, nhì và ba được trao cho các ứng dụng ở mỗi trong số 10 hạng mục.